# Gaga decomposita
Gaga decomposita är en kantbräkenväxtart som först beskrevs av Carl Ludwig Willdenow, och fick sitt nu gällande namn av Fay W.Li och Windham. Gaga decomposita ingår i släktet Gaga och familjen Pteridaceae. Inga underarter finns listade.